# 葛尾村

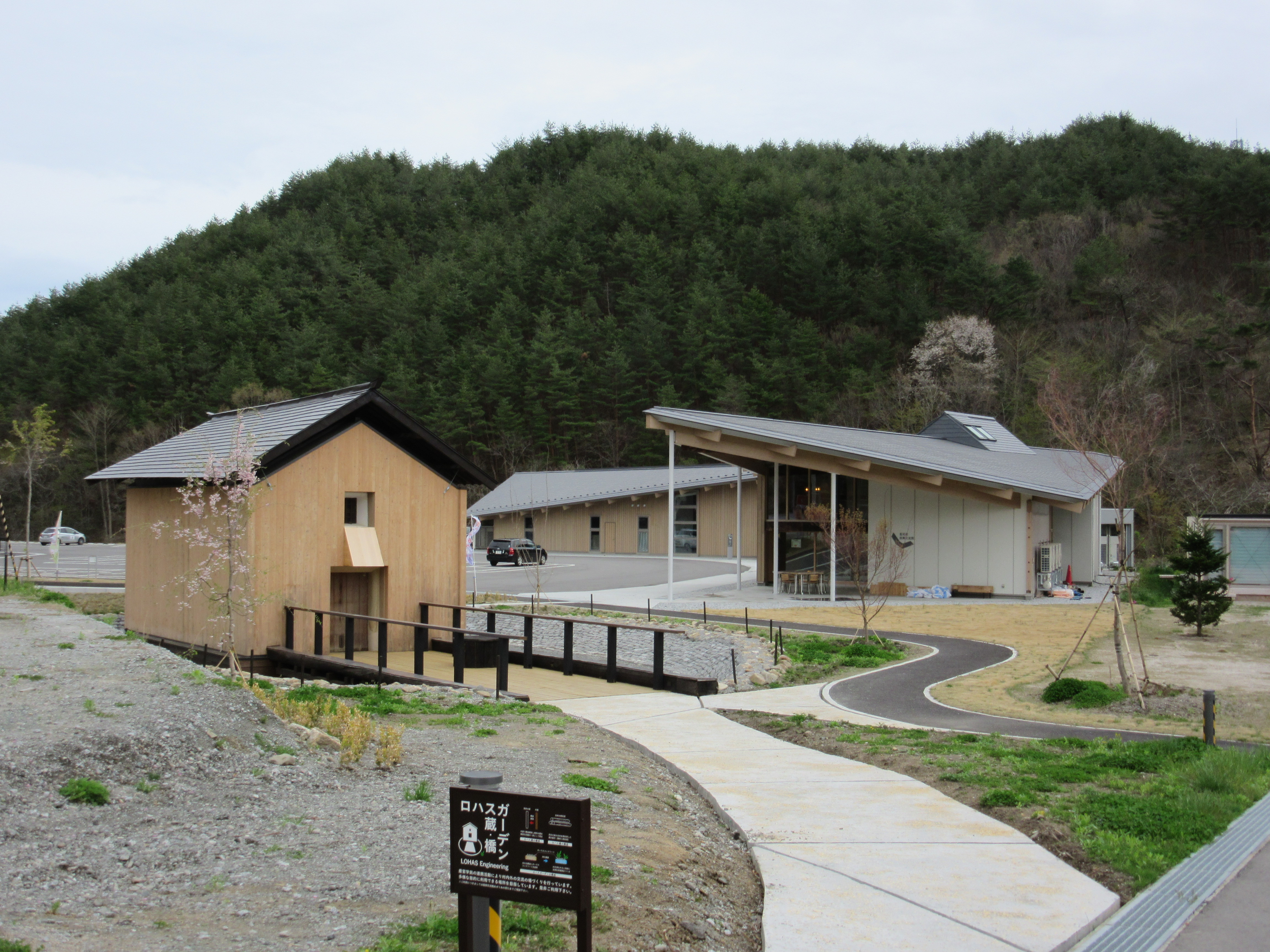
葛尾村復興交流館あぜりあ

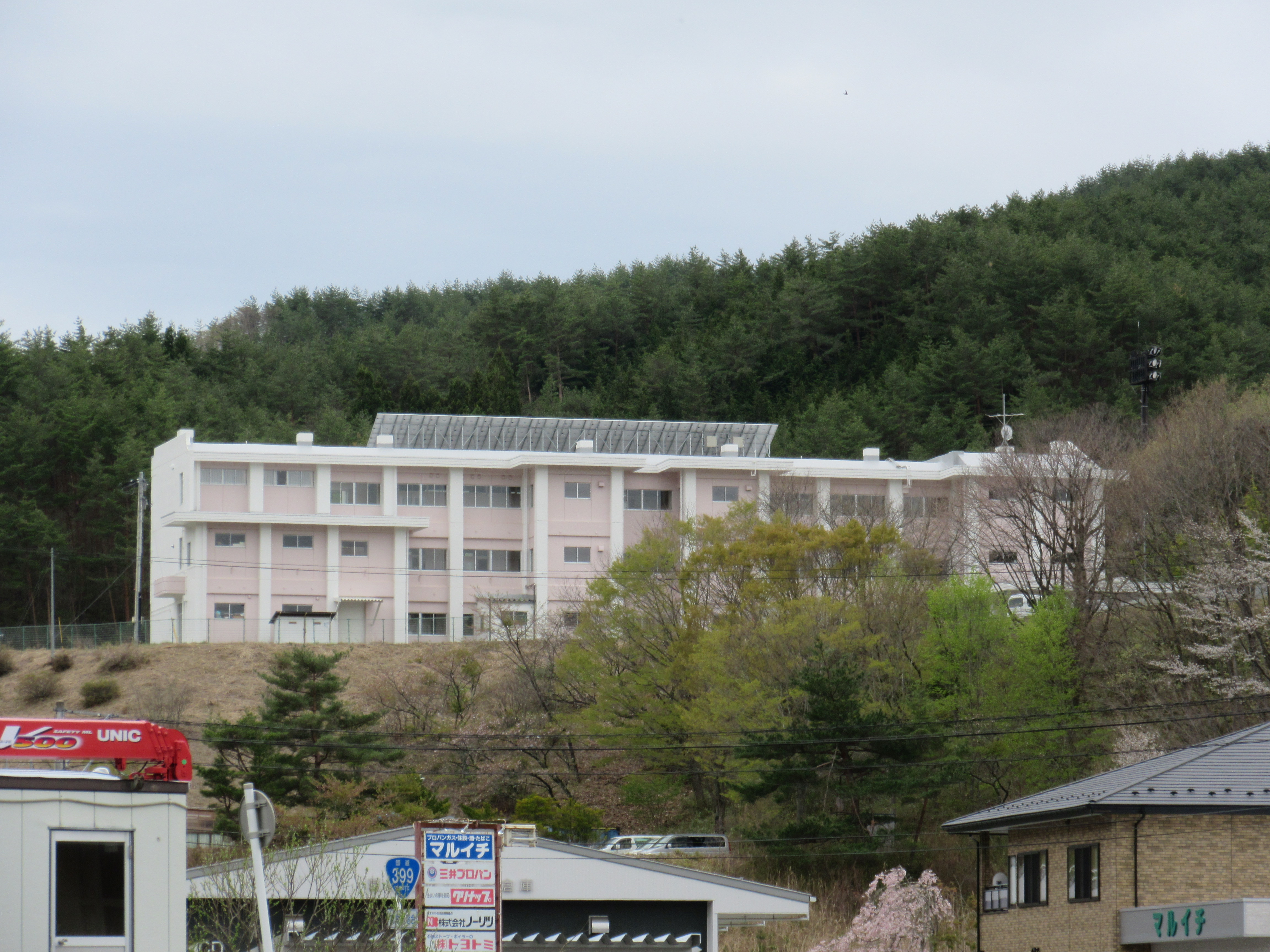
葛尾中学校

葛尾村（かつらおむら）は、福島県浜通りに位置し、双葉郡に属する村。

## 概要
1889年（明治22年）4月の町村制度の実施により上野川、野川、落合、葛尾の4か村が合併して誕生した（当初は津島村との組合村だったが1923年（大正12年）に分離）。
2011年3月11日に発生した福島第一原子力発電所事故の影響により、村内全域が警戒区域（3月12日指定）又は計画的避難区域（4月22日指定）となった。3月14日に村も独自に全村民に避難指示を出し、福島市を経由して会津坂下町に避難することとなった。その後、国は2013年3月22日に避難指示解除準備区域・居住制限区域・帰還困難区域に再編。帰還困難区域を除き2016年6月12日午前零時に避難指示を解除した。また、同区域の特定復興再生拠点区域については2022年6月12日に避難指示を解除した。
第五次葛尾村振興計画の策定にあたり、2020年（令和2年）に葛尾村に住民票がある全世帯を対象に行われた調査では、既に葛尾村に戻っているが27.3%、戻りたい（今後5年以内）が5.5%、戻りたい（今後6年以降）が4.6%、まだ判断がつかないが30.7%、戻らないと決めているが23.1%、震災後に転入してきたが7.6%だった。
原子力発電所事故後、仮役場を会津坂下町に設置したが、2011年6月15日に仮役場を三春町に移転した。その後、2016年4月1日より、全業務を本来の葛尾村役場で再開した。
再生可能エネルギー（太陽光発電など）と蓄電池、スマートメーター、電気自動車（EV）を組み合わせたスマートコミュニティによる村の再生をめざしている。
葛尾村では交通安全対策を推進しており、2001年（平成13年）まで36年間にわたり交通死亡事故がなく、村内における交通死亡事故ゼロ13,261日を達成した。これは、記録が残っている単独の自治体としては国内最長である。2001年以後も20年以上にわたって交通死亡事故ゼロとなっていたが、2022年（令和4年）に途絶えている。
2016年4月より「しみちゃん」という名の、葛尾村の郷土料理「凍み餅」をモチーフにした葛尾村としては初のゆるキャラが誕生している。

## 地理
阿武隈高地の中にあり、村中心部の標高は約450メートル、最も高い場所にある集落の標高は約700メートルと、比較的標高が高い。

### 自然
- 山：日山、竜子山、中ノ森山、手倉山、五十人山、蟹山
- 河川：高瀬川、葛尾川

### 隣接する市町村
- 田村市
- 二本松市
- 双葉郡浪江町

## 歴史
- 1889年（明治22年）4月1日 - 町村制施行にともない、上野川村、野川村、落合村、葛尾村の4か村が合併し標葉郡葛尾村が発足。津島村と組合村を形成。
- 1896年（明治29年）4月1日 - 標葉郡および楢葉郡の一部（川前村を除く）の区域をもって双葉郡が発足。双葉郡葛尾村となる。
- 1923年（大正12年）3月31日 - 津島村との組合村を解消。

## 地域

### 人口
| 葛尾村（に相当する地域）の人口の推移 \| 1970年（昭和45年） \| 2,397人 \| \| \| 1975年（昭和50年） \| 2,174人 \| \| \| 1980年（昭和55年） \| 1,992人 \| \| \| 1985年（昭和60年） \| 2,012人 \| \| \| 1990年（平成2年） \| 1,866人 \| \| \| 1995年（平成7年） \| 1,831人 \| \| \| 2000年（平成12年） \| 1,736人 \| \| \| 2005年（平成17年） \| 1,625人 \| \| \| 2010年（平成22年） \| 1,531人 \| \| \| 2015年（平成27年） \| 18人 \| \| \| 2020年（令和2年） \| 420人 \| \| |         |  |
| 総務省統計局 国勢調査より |         |  |
| 1970年（昭和45年） | 2,397人 |  |
| 1975年（昭和50年） | 2,174人 |  |
| 1980年（昭和55年） | 1,992人 |  |
| 1985年（昭和60年） | 2,012人 |  |
| 1990年（平成2年） | 1,866人 |  |
| 1995年（平成7年） | 1,831人 |  |
| 2000年（平成12年） | 1,736人 |  |
| 2005年（平成17年） | 1,625人 |  |
| 2010年（平成22年） | 1,531人 |  |
| 2015年（平成27年） | 18人    |  |
| 2020年（令和2年） | 420人   |  |

### 教育

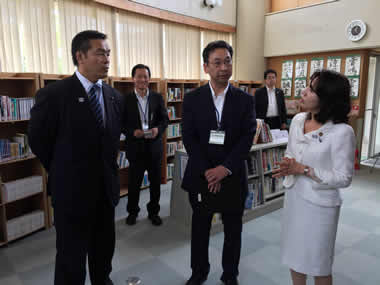
福島県田村郡三春町に設置された葛尾村立葛尾小学校・中学校の仮設校舎を視察する文部科学大臣馳浩(左)と文部科学大臣政務官豊田真由子(右)（2016年7月14日）

#### 中学校
- 葛尾村立葛尾中学校

#### 小学校
- 葛尾村立葛尾小学校

#### 幼稚園
- 葛尾村立葛尾幼稚園

### 警察・消防
- 双葉警察署葛尾駐在所
- 双葉地方広域市町村圏組合消防本部浪江消防署葛尾出張所

## 経済
第一次産業の総生産は2010年（平成22年）には7億1,700万円であった。しかし、2011年（平成23年）の東日本大震災後は活動が困難となり、同年から2016年（平成28年）までの第一次産業の総生産は統計上「0」となった。その後の総生産は2016年度（平成28年度）が700万円、2017年度（平成29年度）が500万円、2018年度（平成30年度）が900万円、2019年度（令和元年度）が4,500万円となっている。
第二次産業は東日本大震災後の除染や道路等基盤整備に係る活動により、2013年（平成25年）及び2014年（平成26年）の総生産が100億円を超えていたが、その後は減少している。
第三次産業の総生産は東日本大震災のあった2011年（平成23年）に11億300万円に低下した後、緩やかに増加して2019年度（令和元年度）には21億3,500万円となっている。

### 郵便
- 葛尾郵便局（震災前は集配郵便局だったが震災後は閉鎖、その後2016年に無集配郵便局として再開。集配機能は三春郵便局の集配分室となる）

## 交通

### 鉄道
村内を鉄道路線は走っていない。最寄り駅は、JR東日本磐越東線船引駅。

### 道路
- 一般国道
  - 国道399号
- 主要地方道
  - 福島県道50号浪江三春線
- 一般県道
  - 福島県道154号常葉野川線
  - 福島県道253号落合浪江線

### バス
- 福島交通 - 2017年4月から、田村市と村中心部を結ぶ路線バスの運行が再開された[8]。
  - 船引駅前 - 新館 - 移車庫 - 落合